# اللاسلطوية في البرازيل

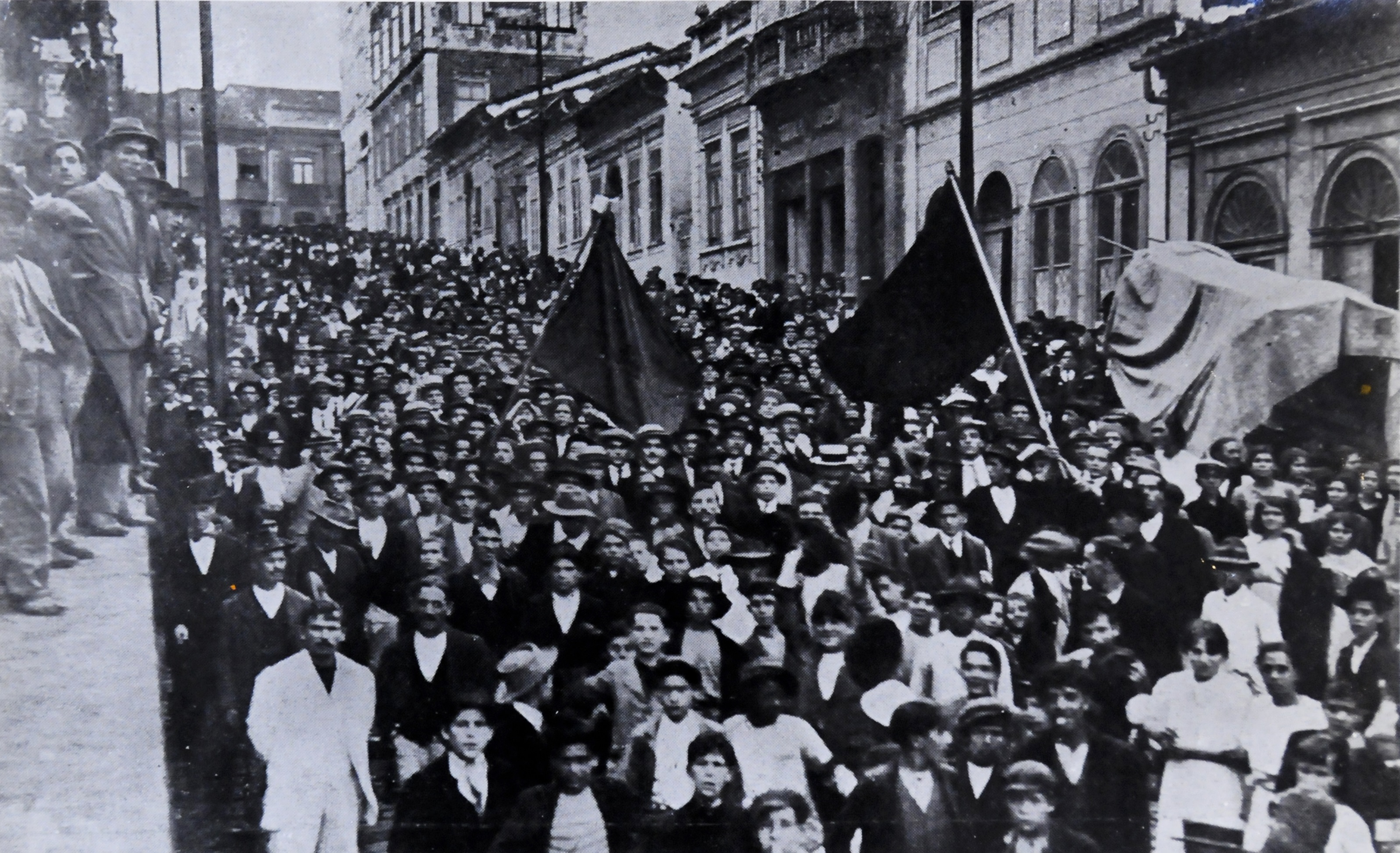
عمال يحملون أعلامًا سوداء في مظاهرة في ساو باولو خلال الإضراب العام سنة 1917

تُعد اللاسلطوية مساهمًا مؤثرًا في السياسة الاجتماعية لجمهورية البرازيل القديمة. بدأت الأفكار الأناركية بالانتشار أثناء عصر هجرات العمال الأوروبيين الجماعية في نهاية القرن التاسع عشر وبداية القرن العشرين، وخاصة في أوساط الحركة العمالية في الدولة. إضافة إلى العمال المهاجرين، قَدِم العديد من المنفيين السياسيين الإيطاليين والإسبان والبرتغاليين والألمان، وكان العديد منهم يحمل أفكارًا أناركية أو نقابية أناركية.
لم يكن بعض القادمين من المنفيين فحسب وإنما من رواد الأعمال السياسيين أيضًا، بما في ذلك جيوفاني روسي، الذي أسس كميونة أناركية في عام 1889، وأطلق عليها اسم مستعمرة سيسيليا، داخل ولاية بارانا. لم تدُم التجربة سوى بضعة أعوام، ولكنها تألفت من 200 مشارك في مرحلة ما، معظمهم من المهاجرين الإيطاليين الذين ينتمون إلى خلفيات عمالية حضرية وواجهوا صعوبات في تعلم العمل في الأرض.

## حركة العمل والصحافة والمدارس النقابية الأناركية
جاء المهاجرون الأوروبيون في القرن التاسع عشر وأوائل القرن العشرين بصحبة أفكارهم الأناركية. انضم هؤلاء المهاجرون إلى الاتحادات النقابية وأيدوا النقابية الأناركية بحلول عشرينيات القرن العشرين، ما أسفر عن إصلاحات في مجال العمل بما في ذلك زيادة الأجور. نتيجة نجاح مؤتمر العمال، اتحدت النقابات من ريو وساو باولو وبورتو أليغري في اتحاد العمال البرازيلي عام 1908.
كانت الأناركية أو الأناركية النقابية الإيديولوجية المهيمنة التي تقوم عليها حركة العمل البرازيلية في بداية القرن العشرين. أُقيمت النقابات والاتحادات العمالية، والتي طالبت بشكل رئيسي بساعات عمل أقل وظروف عمل أفضل ورواتب أعلى. كان التعاطف الأناركي مصدر إلهام لعدد من الإضرابات المختلفة، كما في مرفأ سانتوس وفي صفوف عمال السكك الحديدية. في عام 1906، عُقد أول مؤتمر عمالي برازيلي على الصعيد الدولي، ومنذ ذلك الحين بدأت احتفالات يوم مايو بجذب حشود كبيرة، حيث ألقى رواد الأناركية الخطب. كان الغرض من مؤتمر العمال الوطني الثاني في عام 1913 أن يكون في البداية مؤتمرًا أناركيًا للدول الأمريكية، ولكن حضر اثنان من الأرجنتين فقط. في نهاية المطاف، بلغت الاضطرابات العمالية ذروتها إبان حركات الإضراب الكبرى في عامي 1917 و1919، وهي الأكبر في ساو باولو وريو دي جانيرو، إلا أنها كانت ذات أصداء في مختلف أنحاء البلاد.
إلى جانب اتحادات العمال، صدرت أيضًا صحف أناركية يومية وأسبوعية، إضافة إلى تأسيس مراكز تعليمية ومسارح ومدارس ابتدائية. في القرن التاسع عشر، صدرت بعض هذه الصحف باللغة الايطالية، وكان عدد قليل منها بالإسبانية والألمانية، ولكن في مطلع القرن الجديد، كان معظمها باللغة البرتغالية. كانت صحيفة آ بليبي ذات أهمية، بيد وجود العديد من الصحف الأخرى، والتي صدرت فعليًا في كل عاصمة ولاية في البرازيل.
ساهمت المراكز التعليمية والمدارس والمسارح التي أسسها الأناركيون في جذب الانتباه إلى مسألة الأمية في البرازيل. تناولت فئات مختلفة من المجتمع  هذه المسألة، كالحركات المسيحية الاجتماعية، والمستوحاة من التعاليم الاجتماعية الكاثوليكية، والعديد من السياسيين الساعين لاحتواء القضية الاجتماعية أو الحصول على التأييد الشعبي.

## القمع والتفرقة والتدهور
كان الأناركيون والنقابيون الأناركيون والاشتراكيون من شتى الأنواع أقل تفرقة في البرازيل عمومًا مما كانوا عليه في إيطاليا مثلًا. مع ذلك، تُظهر العديد من المنشورات والمقالات في الصحف الأناركية وجود نقاشات حادة حول الإيديولوجية والاستراتيجية بين أتباع المذاهب المختلفة. رفض الاشتراكيون (ومعظمهم من المعتدلين) بشدة موقف «المسيحيين الاشتراكيين» في الإضرابات والنقابات العمالية، نحو عام 1900. شغلت النقاشات الجارية الصحف القائمة على قوى العمل، لا سيما بشأن ضرورة التنظيم (المركزي) وخطره، بين الأناركيين والليبراليين والنقابيين.